# Indalfer Infante Gonzales
Indalfer Infante Gonzales (Petatlán, Guerrero, 18 de mayo de 1964) es un abogado mexicano que se desempeñó como magistrado de la Sala Superior del Tribunal Electoral del Poder Judicial de la Federación (TEPJF) desde noviembre de 2016 hasta octubre de 2023.

## Estudios
Estudió la licenciatura en Derecho en la Universidad Autónoma de Guerrero (1983-1988); Maestría en Derecho de Amparo (2004-2006) y Doctorado en Ciencias Penales (2006-2008) por el Instituto de Ciencias Jurídicas de Estudios Superiores.

## Actividad profesional
Indalfer Infante Gonzales se desempeñó como Actuario Judicial adscrito al Juzgado Segundo de Distrito en Estado de Guerrero; Secretario del Juzgado Segundo de Distrito en el Estado de Guerrero; Secretario Proyectista del Segundo Tribunal Colegiado del Vigésimo Primer Circuito, con residencia en Chilpancingo, Guerrero y Secretario Proyectista del Cuarto Tribunal Unitario del Primer Circuito, con residencia en la Ciudad de México.
Fungió como Secretario de Estudio y Cuenta en la Primera Sala de la Suprema Corte de Justicia de la Nación (SCJN); Secretario de Estudio y Cuenta de la Primera Sala de la Suprema Corte de Justicia de la Nación; Juez Tercero de Distrito en el Estado de Tabasco, al resultar vencedor en el primer concurso de oposición para ocupar este cargo, en 1996. Juez Segundo de Distrito en el Estado de Morelos; Magistrado del Noveno Tribunal Colegiado en Materia Civil del Primer Circuito, con residencia en la Ciudad de México, al resultar vencedor en el quinto concurso de oposición para ocupar este cargo, en el 2000.
Trabajó como Magistrado del Decimoprimer Tribunal Colegiado en Materia Civil del Primer Circuito y fue ratificado constitucionalmente como Magistrado desde el 4 de septiembre de 2006. Posteriormente fue designado como Consejero de la Judicatura Federal (CJF) el 20 de noviembre de 2007, en cuyo cargo fue Presidente de la Comisión de Carrera Judicial; Secretario Ejecutivo de Vigilancia, Información y Evaluación del CJF y Vocal Jurídico en el Instituto Federal de Especialistas de Concursos Mercantiles. A propuesta de la Suprema Corte de Justicia de la Nación (SCJN), el Senado de la República lo eligió Magistrado Electoral de la Sala Superior del Tribunal Electoral del Poder Judicial de la Federación, por un periodo de 7 años, empezando su gestión el 4 de noviembre del mismo año.

## Publicaciones
“Reconocimiento Constitucional de Candidaturas Independientes como un Derecho Humano”, Revista Foro Jurídico, número 151; abril de 2016.
“Datos Cuantitativos y Aproximaciones Cualitativas: Equidad y Paridad de Género, con referencia a la materia electoral en México”, Revista Tepantlato, número 74; febrero-marzo de 2016.
“Recurso de Reconsideración”, Revista de Difusión de la Cultura Jurídica Tepantlato, número 30; agosto de 2006.
“El Juicio de Inconformidad”, Revista de Difusión de la Cultura Jurídica Tepantlato, número 30; agosto de 2006.
- Datos: Q30899441